# Cruel Melody
Cruel Melody - debiutancki album grupy Black Light Burns. Nagrywany w latach 2005-2006, a wydany 5 czerwca 2007 roku.

## Lista utworów
1. Mesopotamia - 4:27
2. Animal" - 4:08
3. Lie" - 4:19
4. Coward (featuring Sonny Moore) - 4:36
5. Cruel Melody (featuring Carina Round) - 5:00
6. The Mark - 3:13
7. I Have a Need  (featuring Sam Rivers) - 4:24
8. 4 Walls - 3:51
9. Stop a Bullet - 3:37
10. One of Yours - 4:51
11. New Hunger - 5:24
12. I Am Where it Takes Me (featuring Johnette Napolitano) - 6:09
13. Iodine Sky - 8:30

### Utwory dodatkowe
1. "Kill the Queen" - 4:56
2. "Fall Below" - 4:16
3. "Lie" (Daniel from Idiot Pilot Remix) - 4:14